# Ruviano
Ruviano là một đô thị ở tỉnh Caserta trong vùng Campania của Ý, có vị trí cách khoảng 45 km về phía đông bắc của Napoli và khoảng 20 km về phía đông bắc của Caserta. Tại thời điểm ngày 31 tháng 12 năm 2004, đô thị này có dân số 1.873 người và diện tích là 24,4 km².
Ruviano giáp các đô thị: Alvignano, Amorosi, Caiazzo, Castel Campagnano, Faicchio, Gioia Sannitica, Puglianello.